# Gereon Krahforst

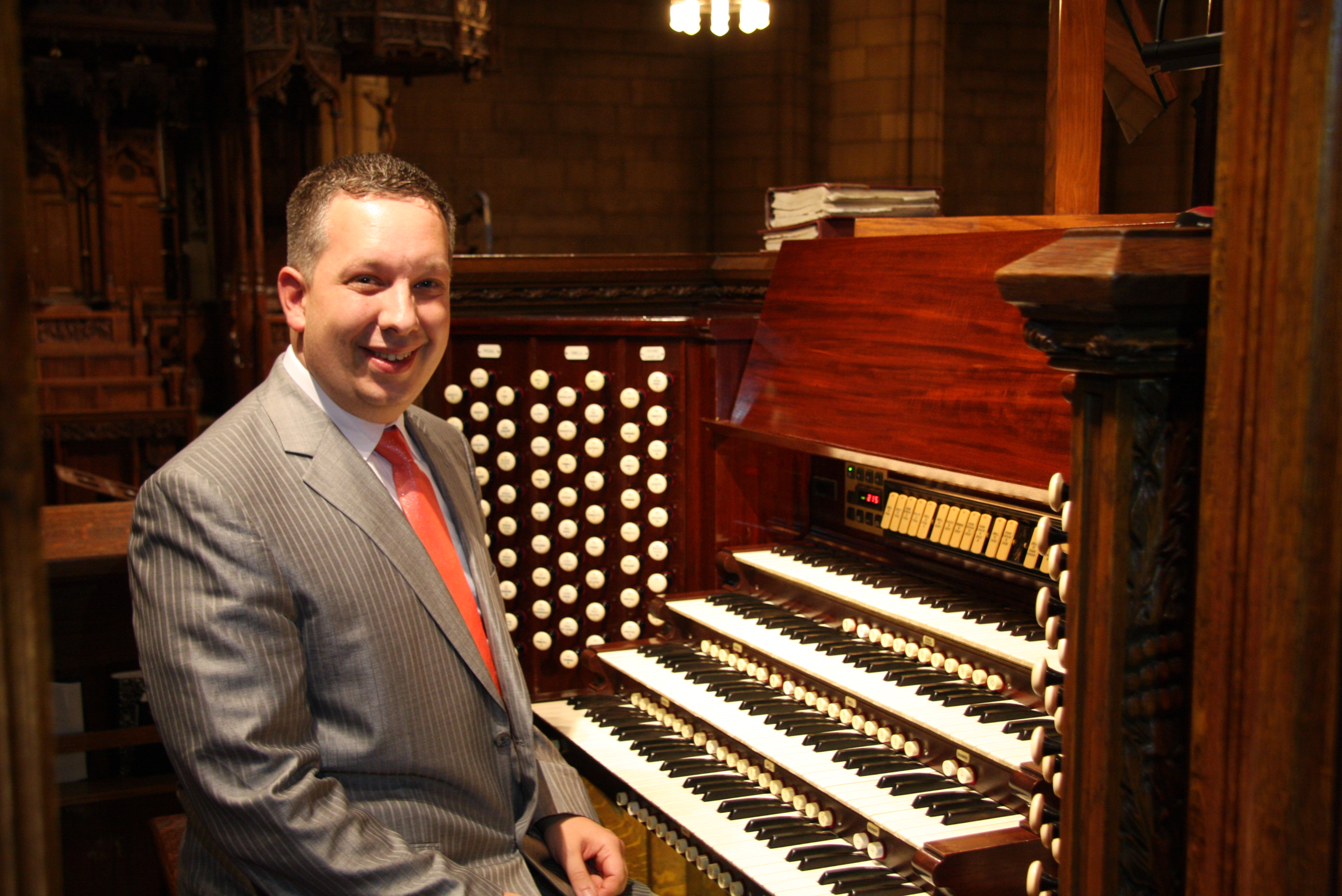
Gereon Krahforst an der Orgel der St. Thomas Church, New York City, 5th Avenue

Gereon Krahforst (* 1973 in Bonn) ist ein deutscher Komponist, Konzertorganist, Pianist, Cembalist, Kirchenmusiker und Autor.

## Ausbildung
Krahforst erhielt ersten Klavierunterricht im Alter von 5 Jahren; seine ersten Orgellehrer waren ab 1987/1990 John L. Birley (Kloster Himmerod) und Markus Karas (Bonner Münster). Er studierte während der Schulzeit von 1990 bis 1993 Komposition (Jungstudium bei Hans Werner Henze und Günter Fork), dann nach dem Abitur (ab 1993) Tonsatz, Klavier (Instrumentalpädagogik) und Kirchenmusik bei Clemens Ganz, Henning Frederichs, Günter Ludwig, Johannes Schild und Phillip Langshaw an der Hochschule für Musik und Tanz Köln. Er absolvierte sein A-Examen mit einer Auszeichnung für Orgelimprovisation, wonach er an der Hochschule für Musik und Darstellende Kunst Frankfurt am Main Orgel (KA) bei Daniel Roth studierte. Er ergänzte seine Ausbildung durch Meisterkurse bei Marie-Claire Alain, Tomasz Adam Nowak, Jon Laukvik, Wolfgang Seifen, Peter Planyavsky, Guy Bovet und Franz Lehrndorfer.

## Leben und Wirken
Im Alter von 12 Jahren wurde Krahforst 1985 Organist an St. Martin, Kirchsahr (Kreis Ahrweiler). Ab 1989 spielte er regelmäßig Orgelvertretungen im Bonner Münster und St. Josef, Bonn-Beuel. Von 1993 bis 1997 vertrat er während des Kirchenmusikstudiums oft seinen Orgelprofessor Clemens Ganz am Kölner Dom. 1998 war er kurze Zeit Organist an St. Aposteln in Frankfurt am Main. Die erste Stelle erhielt er 1998 an der Kreuzbergkirche Bonn, wo er 2000 sämtliche Orgelwerke von Bach in 16 Konzerten zur Aufführung brachte. 2000 wurde er Organist und Kantor am Mönchengladbacher Münster St. Vitus sowie der dortigen Hauptpfarrkirche St. Mariä Himmelfahrt; auch dort spielte er erneut Bachs komplette Orgelwerke ein.
Ende 2001 wechselte er als Domorganist und Chordirektor an den Mindener Dom. 2001 hielt er zudem einen Lehrauftrag für Orgelimprovisation an der Hochschule für Musik Detmold inne. 2003 wurde er zum Domorganisten an den Hohen Dom zu Paderborn berufen. 2004 trat er daneben eine Position als Dozent für Orgel und Orgelimprovisation an der Hochschule für Musik und Theater Hannover an. 2011 siedelte er als Organist an der Iglesia de la Encarnación nach Marbella an der Costa del Sol in Andalusien, Spanien, wo seine Familie seit 1987 einen Zweitwohnsitz hat, um. 2012 übersiedelte er in die USA und wurde Cathedral Organist (Domorganist), Associate Director of Sacred Music (Vize-Domkapellmeister) und Artistic Director of the International Organ Concert Series (Künstlerischer Leiter der internationalen Orgelkonzerte) an der Kathedralbasilika St. Louis (Missouri). Dort unterrichtete er mehrfach für die AGO. 2014 kehrte er nach Deutschland zurück und arbeitete zunächst als Kantor an St. Lutwinus in Mettlach. 2015 gelangte er dann durch die Berufung zum Abteiorganisten und künstlerischen Leiter der Internationalen Orgelkonzerte an der Abteikirche Maria Laach endgültig in seine alte Heimat zurück.
Seit Januar 2017 ist er nebenberuflich Komiteemitglied der künstlerischen Planungsgruppe für die OrgelWochen Rheinland-Pfalz im Ministerium für Familie, Frauen, Kultur und Integration Rheinland-Pfalz in Mainz, seit 2018 zudem Organist und Custos der großen Orgel der Rhein-Mosel-Halle in Koblenz und Intendant des Bonner Orgelfests. Seit 2019 arbeitet er, ebenfalls nebenberuflich, als Kirchenmusiker im Pfarreienverband Plaidt, wo unter anderem die wertvolle historische Keates-Orgel der Pfarrkirche St. Kastor in Andernach-Miesenheim zu seinen Instrumenten zählt. Neben den Internationalen Laacher Orgelkonzerten und den von ihm gegründeten samstäglichen Orgelmatineen die Orgelkonzerte an der ältesten spielbaren rheinland-pfälzischen Orgel in der ehemaligen Klosterkirche St. Leodegar in Niederehe, den Pellenzer Orgelherbst mit Orgeln in Plaidt, Saffig und Miesenheim und, zusammen mit Johannes Geffert, die sommerlichen Orgelkonzerte in der Kreuzbergkirche in Bonn.
Als Komponist schreibt er für verschiedene Besetzungen, vornehmlich für Orgel, Klavier oder Chor. Seit 2010 erhielt er zahlreiche Auftragskompositionen.
Krahforsts Repertoire an Orgelmusik umfasst sämtliche Orgelwerke von Bach, Buxtehude, Mendelssohn, Schumann, Liszt, Franck, Duruflé, Brahms, Zachow, Couperin, die 8 Orgelsonaten und Einzelwerke von Guilmant, die 10 Orgelsymphonien von Widor, sämtliche Orgelwerke von Vierne einen Großteil der Orgelwerke von Dupré, Langlais, Rheinberger und Reger sowie einen großen Fundus an Standardwerken, wenig bekannter und Werke der so genannten „Alten Musik“ und der Romantik neben einer großen Auswahl englischer, amerikanischer und kanadischer Orgelliteratur.
Sein Klavierrepertoire umfasst Das Wohltemperierte Klavier (Bände I und II), das Italienische Konzert, die Goldberg-Variationen, die Inventionen und Sinfonien, die 6 Partiten, die Französische Ouvertüre, die Toccaten sowie einige Einzelwerke von Bach, sämtliche Klaviersonaten von Mozart sowie Werke von Haydn, Beethoven, Schubert, Schumann, Chopin, Liszt, Rachmaninoff, Skrjabin, Ravel und Debussy.
Als Cembalist hat er sich u. a. intensiv mit dem Fitzwilliam Virginal Book und den Sonaten Scarlattis beschäftigt. Auch als Liedbegleiter ist Krahforst oft in Erscheinung getreten. In jungen Jahren kreierte Krahforst ein Song-Album mit Rock- und Popliedern, zu denen er selbst die englischen Texte verfasste und das einen Preis in einem Wettbewerb für Unterhaltungsmusik erhielt; außerdem beschäftigte er sich ab und zu mit Jazzklavier-Musik. Teile seiner Komposition Zaubersee von 1991 spielte er 1993 für den Radiosender WDR 5 ein. Auftritte in Fernsehen und Rundfunk sowie CD-Aufnahmen runden seine Tätigkeiten ab. Der Zaubersee, neben dem Bilderbuch Andalusien Krahforsts bislang persönlichstes Werk an der Grenze zwischen ernster Musik und Unterhaltungsmusik, erfuhr 2020 eine komplette Überarbeitung und Digitalisierung und wurde veröffentlicht.
Konzerte führten Krahforst in fast alle Länder Europas, sowohl in Kathedralen (u. a. Notre Dame, Paris, St. Thomas, New York City, St. Paul´s Cathedral, London, Kyungdung Church, Seoul) und Kirchen als auch in Konzertsäle, von kleineren Konzertreihen bis hin zu renommierten, internationalen Festivals, sowie – auch vor seiner Zeit in St. Louis – in die USA, nach Kanada, Israel, Korea, Japan und die russische Föderation. Außer in Maria Laach, Niederehe und Miesenheim konzertiert er regelmäßig im Kloster Steinfeld und in der Kathedrale Luxemburg. Bereits 2007 erhielt er von der American Guild of Organists höchste Belobigungen und Anerkennung für seine Reger-Interpretationen und seinen Improvisationsunterricht.
2023 war er an der Planung der Renovierung, Modernisierung und Erweiterung der Laacher Abteiorgeln beteiligt und betreute und überwachte deren Ausführung.
Gereon Krahforst ist Widmungsträger diverser zeitgenössischer Kompositionen aus Deutschland, Belgien, Israel und den USA. Er ist Mitglied im Rotary-Club sowie in der American Guild of Organists.

## Familie
- Gereon Krahforst ist ein Enkel des Musikwissenschaftlers Joseph Schmidt-Görg.[10]
- Er ist zudem Großneffe des Kunstmalers Hermann Krahforst.
- Außerdem ist er ein Neffe des Musikwissenschaftlers Hans Schmidt.

## Kompositionen
- Konzert für Klavier und Orchester h-Moll op. 1 (1987) (1. Preis „Jugend komponiert“ 1988 NRW-Wettbewerb)
- Klaviersonate Nr. 1 d-Moll op. 2 (1988/1995/2020)
- 24 Préludes für Klavier op. 3 (1996)
- Streichquartett e-Moll op. 4 (1989)
- Sonate G-Dur für Violine und Klavier op. 5 (1989)
- Sonate f-Moll für Violoncello und Klavier op. 6 (1989)
- Klaviersonate Nr. 2 e-Moll op. 7 (1990)
- 8 Orgelstücke op. 8b (1989)
- Klaviersonate Nr. 3 c-Moll op. 9 (1990)
- Symphonie D-Dur „Eifelsomme für großes Orch.“ op. 10 (1990) (2. Preis „Jugend komponiert“ 1990 NRW-Wettbewerb)
- „Der Zaubersee“, eine Phantasiegeschichte mit 36 Klavierstücken (1991) (1. Preis „Jugend komponiert“ 1992 NRW-Wettbewerb)
- Romantische Messe E-Dur für 4-stg. gem. Chor SATB und Orgel op. 11 (1991–1995)
- Song of the Red Roses für Klavier (1992)
- Klaviersonate Nr. 4 fis-Moll op. 12 (1993)
- 3 Berliner Skizzen nach Gedichten von Theophil Krajewski für hohe Sopranstimme und Klavier (1993/1994)
- Concertino für Orgel und Streichorchester (1993)
- Variationen und Fuge über das Bonner Münsterlied „Cassius und Florentius“ für Orgel (1993)
- Erste Orgelsymphonie (1993)
- Erinnerung an einen toten Freund für Klarinette und Orgel (1994)
- „Der Rosenhag“ nach Gedichten von Theophil Krajewski für hohe Sopranstimme und Klavier (1994–2002)
- Suite francaise für Orgel (1995)
- 2 Marienmotetten für 4–7-stg. Chor a cappella (1995)
- Kölner Domfestmesse für Sopransolo, Frauenchor, Orgel und Orchester (1997)
- Orgelbearbeitung von Andante con Variazioni G-Dur KV 501 von Wolfgang Amadeus Mozart  (1999)
- 24 Präludien und Fugen für Orgel (2001–03)
- Toccata Buxtehudina für Orgel (2001)
- 7 leichte Choralvorspiele über polnische Kirchenlieder für Orgel (2002)
- 5 Minnelieder für Tenor und Klavier nach Walther von der Vogelweide (2002)
- Missa puellarum für Mädchenchor (Mädchenkantorei) und Orgel (2002)
- Cantata Mariana ad inaugurationem Arae Mindensis für gem. Chor SATB und Orgel (2002)
- Liedmotette „Nun danket alle Gott“ 3stg. gem. Chor a capelle (SABar) (2002)
- Nocturne für Orgel (2002)
- Hommage à Flor Peeters für Orgel (2003)
- Missa in honorem Sancti Liborii für Chor, Fernchor, Blechbläserensemble, Schlagwerk und Orgel. UA 2004 im Paderborner Dom mit mehr als 80 Kirchenchören des Erzbistums unter Leitung von Hartwig Diehl, dem Kammerchor an St. Josef, Siegen-Weidenau unter Leitung von Franz-Josef Breuer, einem Bläserensemble sowie dem Komponisten an der Orgel.[11]
- Trois Carillons pour Orgue (2004)
- Choralpartita „Wunderschön prächtige“ für Orgel (2004)
- Vier Advents-Choralpartiten über „Komm, Du Heiland aller Welt“ (2005), „O Heiland, reiß´ die Himmel auf“ (2005, überarbeitet 2017), „Creator alme Siderum“ (2005) und „Maria durch ein´ Dornwald ging“ (2005) für Orgel
- British Suite for Organ (2005)[12].
- Zwei Choralvorspiele für Orgel im Stil von Robert Schumann (2006)
- Thema, Variationen, Fuge und Coda im Stil von W. A. Mozart für Orgel(2006)
- Hommage à Jean Langlais für Orgel (2007)
- Sieben Skizzen für Trompete und Orgel (2007)
- 10 Choralvorspiele über Marienlieder (2008)
- Variations on an Old Polish Dance for organ (2008)
- Orgelbearbeitung der „Variations sérieuses“ op. 54 von Felix Mendelssohn Bartholdy (2009)[13]
- Heitere Orgelvariationen über das Nikolauslied „Lasst uns froh und munter sein“ (2009)
- Die Sieben O-Antiphonen für Orgel (ein- bis siebenstimmig) (2009)
- Fantasie über "Ave Maris Stella" für Orgel (2009)
- Klavierstück über „I lost my heart in New York“ (2010)
- 10 Choralvorspiele über Adventslieder (2010)
- Variaciones sinfonicas sobre el canto de Alcala de los santos ninos para órgano (Symphonische Variationen über die Kirchenhymne der "Heiligen Kinder" von Alcalá für Orgel) (2011)[14]
- Variaciones sobre una canción japones para órgano (Leichte Variationen über ein japanisches Lied für Orgel) (2012)
- Leonhard´s Piano Album (Klavierstücke in verschiedenen Stilen) (2012)
- Seven Chorale Preludes on British and American Hymn Tunes (2012)
- American Trilogy for organ (2012)
- Orgelbearbeitung des zweiten Satzes „Largo ma non tanto“ aus dem Konzert d-moll für 2 Violinen und Orchester BWV 1043 von Johann Sebastian Bach (2012)
- Orgelbearbeitung der Arie „Meine Seele hört im Sehen“ von Georg Friedrich Händel (2013)
- Sieben Choralvorspiele mit Begleitsätzen, veröffentlicht im Orgelbuch der Domorganisten (Bärenreiter)
- 10 Choralvorspiele über Weihnachtslieder (2010)
- Orgelbearbeitung der „Polka de W.R“ von Sergej Rachmaninoff (2015)
- Zweite Orgelsymphonie (2015)[15]
- Pietà für Orgel (2017)
- Symphonische Variationen über das lutherische Marienlied "Sie ist mir lieb, die werte Magd" für Orgel (2017)[16]
- "Bilderbuch Andalusien" – 18 Orgelstücke über ein Paradies (2018)[17]
- Orchesterbearbeitung von 5 Weihnachtsliedern von P. Willibrord Ballmann Osb  (2018) (original für Singstimme und Klavier komponiert)
- Orchesterbearbeitung der Weihnachtslieder von Engelbert Humperdinck (2018) (original für Singstimme und Klavier komponiert)
- Kleine Solokantate für Sopran-Solo und Kammerorchester über "Stille Nacht, Heilige Nacht" (2018)[18]
- Zehn Choralvorspiele mit Begleitsätzen, veröffentlicht im Ökumenischen Orgelbuch (Bärenreiter) (2015, veröffentlicht 2018)
- Five Tunes for Organ (2020)
- Roots and Traces for Organ (Vier Stücke mit stilistischen Metamorphosen) (2020)
- Beethoven-Jubiläumstoccata für Orgel (2020)

### Tonträger
- Glocken und Orgeln im Dom zu Minden. Liturgische Improvisationen zu den Kunstwerken des Domes und ihrer theologischen Aussage (an den drei Orgeln: Hauptorgel, Querhausorgel, Truhenorgel) sowie Geläutkombinationen. Axel-Gerhard-Kühl-Verlag (AGK) Haselbach
- „Aus Liebe zur Heimat“ Vol. 1-3 Leichte bis mittelschwere Orgelmusik und Improvisationen an 8 Dorforgeln der Voreifel um die Stadt Rheinbach. (Christian und Theo Schmitz, Euskirchen)
- Orgelkonzert im Kölner Dom. Werke von Marcel Dupre (Offrande a la Vierge, Evocation), Couperin, Mozart, Rheinberger, Hessenberg, Lämmer Werner Mohr, Köln 2001
- Le Chemin de la Croix (Kreuzweg von Marcel Dupre) mit Texten von Paul Claudel (Rezitation Propst Paul Jakobi), Dom zu Minden.
- „Christus am Ölberg“ – Improvisationen mit zwei Organisten zum Jahr der Bibel an zwei Orgeln. Gereon Krahforst und Matthias Mück, Magdeburg, Orgel; Paul Jakobi, Rezitation. Karl Adrion 2003
- „Apokalypse“ – Improvisationen mit zwei Organisten zum Jahr der Bibel an zwei Orgeln. Gereon Krahforst und Otto M. Krämer, Straelen, Orgel; Paul Jakobi, Rezitation. Karl Adrion 2003
- Improvisationen an der Lukas-Fischer-Orgel der Hauptpfarrkirche St. Mariä Himmelfahrt zu Mönchengladbach.
- Johann Sebastian Bach: Die Kunst der Fuge BWV 1080 (Arr. Helmut Walcha und Gereon Krahforst)
- Werke von Johann Sebastian Bach – an der Schorn-Orgel der Pfarrkirche St. Nikolaus in Euskirchen-Kuchenheim
- Werke von Johann Sebastian Bach (andere als oben) – an der Ott-Orgel der ev. Kirche in Bad Münstereifel.